# آرگوس کورنر (دلاویر)
آرگوس کورنر (به انگلیسی: Argos Corner) یک منطقهٔ مسکونی در ایالات متحده آمریکا است که در شهرستان ساسکس، دلاویر واقع شده است. آرگوس کورنر ۹٫۱۴ متر بالاتر از سطح دریا قرار دارد.